# Домбровиця-Кольонія
Домбровиця-Кольонія (пол. Dąbrowica-Kolonia) — село в Польщі, у гміні Добра Турецького повіту Великопольського воєводства.
У 1975-1998 роках село належало до Конінського воєводства.